# South East Football Club
El South East Football Club es un equipo de fútbol de Dominica que juega en el Campeonato de fútbol de Dominica, el torneo de fútbol más importante del país.

## Historia
Fue fundado en el año 2002 en la ciudad de La Plaine, siendo campeón de liga en 2 ocasiones y ha ganado el torneo de copa 2 veces.
A nivel internacional ha participado en 3 torneos continentales, la primera de ellas fue en el Campeonato de Clubes de la CFU 2005 donde fue eliminado en la Primera Ronda por el Bassa SC de Antigua y Barbuda.

## Jugadores

### Jugadores destacados
- Kurtney McKenzie
- Pharo Cuffy
- Leo Sherwin George
- Earsan Fontaine

## Palmarés
- Campeonato de fútbol de Dominica: 2

2007, 2019
- Copa de fútbol de Dominica: 2

2002, 2005

## Participación en competiciones de la CONCACAF
| Temporada | Torneo                         | Ronda          | Club                   | Casa | Visita | Global   |
| --------- | ------------------------------ | -------------- | ---------------------- | ---- | ------ | -------- |
| 2005      | CFU Club Championship          | 1              | Bassa SC               | 0-6  | 1-2    | 1-8      |
| 2022      | CONCACAF Caribbean Club Shield | Fase de grupos | Bayamon FC             | 0-6  | 0-6    | 3° lugar |
| 2022      | CONCACAF Caribbean Club Shield | Fase de grupos | Junior Stars FC        | 1-1  | 1-1    | 3° lugar |
| 2023      | CONCACAF Caribbean Club Shield | Fase de grupos | Scholars International | 0-2  | 0-2    | 3° lugar |
| 2023      | CONCACAF Caribbean Club Shield | Fase de grupos | Golden Lion FC         | 1-11 | 1-11   | 3° lugar |